# 63.º Prêmio Jabuti
O 63º Prêmio Jabuti é um evento organizado pela Câmara Brasileira do Livro com o propósito de premiar os melhores livros brasileiros publicados em 2020 em diferentes categorias.
As inscrições para o Prêmio Jabuti foram realizadas pela internet, através do site da CBL, de 6 de maio a 1º de julho de 2021. Os valores de inscrição se mantiveram em relação aos últimos três anos: R$ 285 (para associados da CBL), R$ 327 (autores independentes), R$ 370 (associados de entidades congêneres) e R$ 430 (não associados), com desconto de 10% para as inscrições realizadas até o dia 4 de junho.

## História
A comissão de curadoria do evento manteve todas as categorias da edição anterior, mudando apenas a nomenclatura dos eixos Ensaios (que passou a se chamar Não Ficção) e Livro (que passou a ser Produção Editorial) com a intenção de deixar mais claro o objetivo de cada um.

## Personalidade Literária do Ano
Para a homenagem como Personalidade Literária deste ano, foi escolhido o escritor Ignácio de Loyola Brandão, autor de 47 livros publicados tanto no Brasil quanto no exterior e cinco vezes ganhador do Prêmio Jabuti.

## Prêmios
Os premiados foram:

### Eixo Literatura
| Categoria                 | Vencedor | Finalistas (2ª fase) | Finalistas (1ª fase) |
| ------------------------- | --- | -------------------- | -------------------- |
| Conto                     | Flor de gumeMonique Malcher / editora Jandaíra                                                                               |                      |                      |
| Crônica                   | Histórias ao redorFlávio Carneiro / editora Cousa                                                                            |                      |                      |
| Histórias em Quadrinhos   | META: Depto. de Crimes MetalinguísticosAndré Freitas, Omar Viñole, Marcelo Saravá, Dayvison Manes / editora Zarabatana Books |                      |                      |
| Infantil                  | SagatrissuinoranaJoão Luiz Guimarães, Nelson Cruz \| / editora ÔZé Editora                                                   |                      |                      |
| Juvenil                   | Amigas que se encontraram na históriaAmma, Angélica Kalil / editora Quintal Edições                                          |                      |                      |
| Poesia                    | Batendo pastoMaria Lúcia Alvim / editora Relicário                                                                           |                      |                      |
| Romance de Entretenimento | Corpos secosMarcelo Ferroni, Natalia Borges Polesso, Samir Machado de Machado, Luisa Geisler / editora Alfaguara             |                      |                      |
| Romance Literário         | O avesso da peleJeferson Tenório / editora Companhia das Letras                                                              |                      |                      |

### Eixo Não Ficção
| Categoria                            | Vencedor | Finalistas (2ª fase) | Finalistas (1ª fase) |
| ------------------------------------ | --- | -------------------- | -------------------- |
| Artes                                | Atlas Fotográfico da cidade de São Paulo e arredoresTuca Vieira, Guilherme Wisnik, Henrique Siqueira / editora AYO                                      |                      |                      |
| Biografia, Documentário e Reportagem | A república das milícias: Dos esquadrões da morte à era BolsonaroBruno Paes Manso / editora Todavia                                                     |                      |                      |
| Ciências                             | Ciência no cotidiano: viva a razão. Abaixo a ignorância!Carlos Orsi, Natalia Pasternak / editora Contexto                                               |                      |                      |
| Ciências Humanas                     | Sobreviventes e GuerreirasMary Del Priore / editora Planeta do Brasil                                                                                   |                      |                      |
| Ciências Sociais                     | A razão africana: breve história do pensamento africano contemporâneoMuryatan S. Barbosa / editora Todavia                                              |                      |                      |
| Economia Criativa                    | Prato Firmeza Preto: Guia Gastronômico das Quebradas de SPGuilherme Petro, Jamile Santana, Milu Araujo, Amanda Rahra / editora Énois Inteligência Jovem |                      |                      |

### Eixo Produção Editorial
| Categoria       | Vencedor | Finalistas (2ª fase) | Finalistas (1ª fase) |
| --------------- | --- | -------------------- | -------------------- |
| Capa            | Sul da fronteira, oeste do solAna Paula Hentges, Gabriela Heberle, Bruno Miguell Mendes Mesquita, Sabrina Gevaerd / editora Alfaguara |                      |                      |
| Ilustração      | CaronaGuilherme Karsten / editora Companhia das Letrinhas                                                                             |                      |                      |
| Projeto Gráfico | O Médico e o MonstroGiovanna Cianelli / editora Antofágica                                                                            |                      |                      |
| Tradução        | Divã ocidento-orientalDaniel Martineschen / editora Estação Liberdade                                                                 |                      |                      |

### Eixo Inovação
| Categoria                              | Vencedor                                                                    | Finalistas (2ª fase) | Finalistas (1ª fase) |
| -------------------------------------- | --------------------------------------------------------------------------- | -------------------- | -------------------- |
| Fomento à Leitura                      | Slam Interescolar SPEmerson Alcalde                                         |                      |                      |
| Livro Brasileiro Publicado no Exterior | TupinilândiaSamir Machado de Machado / editoras Editions Métailié e Todavia |                      |                      |